# Liste des choix de repêchages des Golden Knights de Vegas
Cette liste contient tous les joueurs de hockey sur glace ayant été repêchés par les Golden Knights de Vegas, franchise de la Ligue nationale de hockey. Les joueurs listés ci-dessus n'ont pas obligatoirement joué un match sous le maillot de l'équipe.
Elle regroupe les joueurs depuis le Repêchage de 2017 organisé par la LNH en 2017-2018, lors de la première saison des Golden Knights, jusqu'à aujourd'hui,. Les joueurs sont classés par année de repêchage. Les deux premières colonnes donnent le rang et le tour duquel le joueur a été repêché suivis de son nom, de sa nationalité et de sa position de jeu.

## Les repêchages d'entrée

### 2017
| No  | Tour | Nom             | Nationalité | Position       |
| --- | ---- | --------------- | ----------- | -------------- |
| 6   | 1er  | Cody Glass      | Canada      | Centre         |
| 13  | 1er  | Nicholas Suzuki | Canada      | Centre         |
| 15  | 1er  | Erik Brännström | Suède       | Défenseur      |
| 34  | 2e   | Nicolas Hague   | Canada      | Défenseur      |
| 62  | 2e   | Jake Leschyshyn | Canada      | Centre         |
| 65  | 3e   | Jonas Rondbjerg | Danemark    | Ailier droit   |
| 96  | 4e   | Maksim Joukov   | Russie      | Gardien de but |
| 127 | 5e   | Lucas Elvenes   | Suède       | Centre         |
| 142 | 5e   | Jonathan Dugan  | États-Unis  | Ailier gauche  |
| 158 | 6e   | Nick Campoli    | Canada      | Centre         |
| 161 | 6e   | Jiří Patera     | Tchéquie    | Gardien de but |
| 189 | 7e   | Benjamin Jones  | Canada      | Centre         |

### 2018
| No  | Tour | Nom                | Nationalité | Position       |
| --- | ---- | ------------------ | ----------- | -------------- |
| 61  | 2e   | Ivan Morozov       | Russie      | Centre         |
| 99  | 4e   | Stanislav Demin    | États-Unis  | Défenseur      |
| 115 | 4e   | Paul Cotter        | États-Unis  | Centre         |
| 135 | 5e   | Brandon Kruse      | États-Unis  | Ailier gauche  |
| 154 | 5e   | Connor Corcoran    | Canada      | Défenseur      |
| 180 | 6e   | Peter Diliberatore | Canada      | Défenseur      |
| 185 | 6e   | Xavier Bouchard    | Canada      | Défenseur      |
| 208 | 7e   | Jordan Kooy        | Canada      | Gardien de but |

### 2019
| No  | Tour | Nom                 | Nationalité | Position       |
| --- | ---- | ------------------- | ----------- | -------------- |
| 17  | 1er  | Peyton Krebs        | Canada      | Centre         |
| 41  | 2e   | Kaedan Korczak      | Canada      | Défenseur      |
| 79  | 3e   | Pavel Dorofeïev     | Russie      | Ailier gauche  |
| 86  | 3e   | Layton Ahac         | Canada      | Défenseur      |
| 110 | 4e   | Ryder Donovan       | États-Unis  | Centre         |
| 135 | 5e   | Isaiah Saville      | États-Unis  | Gardien de but |
| 139 | 5e   | Marcus Lallionkieli | Canada      | Ailier gauche  |
| 141 | 5e   | Mason Primeau       | Canada      | Centre         |

### 2020
| No  | Tour | Nom              | Nationalité | Position       |
| --- | ---- | ---------------- | ----------- | -------------- |
| 29  | 1er  | Brendan Brisson  | États-Unis  | Ailier droit   |
| 68  | 3e   | Lukas Cormier    | Canada      | Défenseur      |
| 91  | 3e   | Jackson Hallum   | États-Unis  | Centre         |
| 125 | 5e   | Jesper Vikman    | Suède       | Gardien de but |
| 184 | 6e   | Noah Ellis       | États-Unis  | Défenseur      |
| 215 | 7e   | Maksim Marouchev | Russie      | Centre         |

### 2021
| No  | Tour | Nom            | Nationalité | Position       |
| --- | ---- | -------------- | ----------- | -------------- |
| 30  | 1er  | Zachary Dean   | Canada      | Centre         |
| 38  | 2e   | Daniil Tchaïka | Russie      | Défenseur      |
| 102 | 4e   | Jakub Brabenec | Tchéquie    | Centre         |
| 128 | 4e   | Jakub Demek    | Slovaquie   | Centre         |
| 190 | 6e   | Artur Cholach  | Ukraine     | Défenseur      |
| 222 | 7e   | Carl Lindbom   | Suède       | Gardien de but |

### 2022
| No  | Tour | Nom               | Nationalité | Position       |
| --- | ---- | ----------------- | ----------- | -------------- |
| 48  | 2e   | Matyáš Šapovaliv  | Tchéquie    | Centre         |
| 79  | 3e   | Jordan Gustafson  | Canada      | Centre         |
| 128 | 4e   | Cameron Whitehead | Canada      | Gardien de but |
| 145 | 5e   | Patrick Guay      | Canada      | Centre         |
| 177 | 6e   | Ben Hemmerling    | Canada      | Ailier gauche  |
| 209 | 7e   | Abram Wiebe       | Canada      | Défenseur      |

### 2023
| No  | Tour | Nom              | Nationalité | Position      |
| --- | ---- | ---------------- | ----------- | ------------- |
| 32  | 1er  | David Edstrom    | Suède       | Ailier gauche |
| 77  | 3e   | Mathieu Cataford | Canada      | Ailier droit  |
| 96  | 3e   | Arttu Kärki      | Finlande    | Défenseur     |
| 192 | 6e   | Tuomas Uronen    | Finlande    | Ailier droit  |

### 2024
| No  | Tour | Nom               | Nationalité | Position       |
| --- | ---- | ----------------- | ----------- | -------------- |
| 19  | 1er  | Trevor Connelly   | États-Unis  | Ailier gauche  |
| 83  | 3e   | Pavel Moïssevitch | Biélorussie | Gardien de but |
| 180 | 6e   | Trent Swick       | Canada      | Ailier gauche  |
| 197 | 7e   | Lucas Van Vliet   | États-Unis  | Ailier gauche  |